# شهشهان
شَهشَهان یکی از محله‌های قدیمی و تاریخی شهر اصفهان است. محور شهشهان واقع در شمال مسجد عتیق است که از خیابان ابن سینا شروع و به مسجد جامع و سپس به میدان امام علی ختم می‌شود.
عناصر شاخص این محله عبارتند از: حسینیه شهشهان و بقعه شهشهان و آرامگاه شاه علاءالدین محمد، حمام قاضی، مسجد صفا، مجموعه خانه‌های تاریخی، بازارچه علامه مجلسی، کتابخانه، مقبره علامه مجلسی و مسجد جامع اصفهان.
شهشهان واقع در اصفهان خیابان ابن سینا.
جمعیت این محله (بلوک آماری) در سال 1401، 5907 نفر با تراکم 82 نفر در هر کیلومتر مربع بوده است.

## پیشینه
شهشهان قدمتی حدود ۷۰۰ سال دارد و همان‌طور که از نامش برمی‌آید در آن زمان شاهنشین شهر اصفهان بوده و بیشتر رجال و معتمدین شهر در این منطقه سکونت داشتند.
بقعه شهشهان یکی از بناهای تاریخی اصفهان و مربوط به دوره تیموریان است که در شمال شهر اصفهان، در کنار مسجد جامع در خیابان ابن سینا، کوچه مسجد صفا، فلکه شهشهان واقع شده و به همین علت کوی اطراف آن را محله شهشهان می‌گویند. این بقعه آرامگاه یکی از عرفای قرن نهم هجری به نام بقعه شهشهان أرامگاه شاه علاءالدین محمد است.
در سالهای اخیر، بخصوص بین سالهای ۱۳۱۰ تا ۱۳۴۰ خورشیدی، بنای تاریخی شهشهان تحت سرپرستی حسین شهشهانی که آرامگاه او در همین بقعه است و همکاری برادر وی مرتضی شهشهانی که از خانواده شاه علاءالدین محمد هستند، مورد تعمیر و ترمیم قرار گرفت.